# Коронавірусна хвороба 2019 на Соломонових Островах
Епідемія коронавірусної хвороби 2019 на Соломонових Островах — це поширення пандемії коронавірусної хвороби 2019 на територію Соломонових Островів. Перший випадок хвороби в країні зареєстрований 3 жовтня 2020 року.

## Хронологія
27 березня прем'єр-міністр Соломонових Островів Манассе Согаваре призупинив міжнародне транспортне сполучення з країною, та запровадив запобіжний надзвичайний стан в Хоніарі, згідно з яким більшість розважальних закладів столиці країни будуть закриті (церкви не підпадають під це розпорядження). 3 квітня 2020 року уряд посилив перевірку стану здоров'я осіб, які прибувають до країни, та запровадив обмеження для осіб, які відвідували країни з високим ризиком інфікування коронавірусом.
31 березня постійний секретар Міністерства освіти та розвитку людських ресурсів Франко Роді видав розпорядження про закриття всіх навчальних закладів Соломонових Островів.
3 жовтня 2020 року повідомлено про виявлення першого випадку COVID-19 на Соломонових Островах. Того дня прем'єр-міністр Манассе Согаваре повідомив, що позитивний результат тестування на COVID-19 виявлено в студента, репатрійованого з Філіппін, після прибуття до столиці Соломонових Островів Хоніари. Хвороба у цього студента перебігала безсимптомно, і до його репатріації результат тестування був негативним. Цей студент був серед 400 жителів Соломонових Островів, які перебували на Філіппінах, та яких уряд Соломонових островів планував репатріювати. У 18 з них виявлено позитивний результат тестування на коронавірус на Філіппінах під час очікування на репатріацію.
Ще 2 випадки хвороби були підтверджені 11 та 15 жовтня 2020 року. Обидва нових хворих прибули до країни одним рейсом з першим хворим, також були студентами, та хвороба в них перебігала безсимптомно.
Ще 4 випадки хвороби були підтверджені 27 жовтня 2020 року. Усі вони були футболістами, які грають у Великій Британії.
3 листопада було підтверджено 5 випадків хвороби. 4 з них були місцевими футболістами, а один громадянином Південної Кореї.
9 листопада 2020 року було підтверджено ще 3 випадки хвороби, загальна кількість випадків зросла до 16. Один з них нещодавно повернувся з Філіппін, а два інших — футболісти, які повернулися з Великої Британії; того дня зареєстровано також п'яте одужання в країні.
24 листопада підтверджено ще один випадок хвороби, загальну кількість випадків у країні зросла до 17.
4 грудня результати тесту на COVID-19 у 3 іноземців, які були затримані зі своїми 2 яхтами за звинуваченням у незаконному в'їзді на територію країни, виявились негативними.
8 лютого 2021 року підтверджено ще один випадок COVID-19, загальна кількість випадків хвороби в країні зросла до 18.